# Armenii din Ungaria
Armenii din Ungaria (în maghiară Örmények) sunt etnicii armeni care trăiesc în Ungaria modernă. Estimările variază de la 3.500 la 30.000 de persoane care trăiesc astăzi în țară, adică aproximativ 0,01% din populația țării. Aproximativ două treimi din etnicii armeni din Ungaria se află la Budapesta și în județul învecinat Pest. Armenii din Ungaria au constituit 31 de „auto-guvernări”, iar aproximativ jumătate dintre ei vorbesc armeana ca limbă maternă. O prelatură armeano-catolică a existat în Ungaria începând din 1924 și găzduiește o serie de programe culturale, la fel ca și Centrul Cultural și de Informații Armean din Budapesta. 

## Istoric
Primii armeni care au ajuns în Ungaria au venit probabil din Balcani, în secolele al X-lea și al XI-lea. Ultimii armeni sosiți în Ungaria au imigrat în țară, după dizolvarea URSS.
Armenii au fost prezenți încă din vechime în Ungaria (pe atunci Regatul Ungariei), fiind menționați în mod clar într-un document emis de către regele maghiar Ladislau al IV-lea Cumanul (secolul al XIII-lea). Aici, li s-a permis chiar să-și fondeze propriile lor orașe târguri, cel mai cunoscut fiind Szamosújvár (astăzi Gherla, România), numit Armenopolis/Armenierstadt sau Hayakaghak (în armeană Հայաքաղաք). 

## Personalități maghiare de origine armeană
- Generalul Ernő Kiss (1799-1849), una dintre principalele figuri ale Revoluției Maghiare de la 1848 și unul din cei 13 de la Arad
- Generalul Vilmos Lázár (1817-1849), una dintre principalele figuri ale Revoluției Maghiare de la 1848 și, de asemenea, unul dintre cei 13 de la Arad
- Generalul János Czetz (1822-1904), un proeminent luptător pentru libertate maghiar, șef de stat major al Armatei Maghiare
- Ferenc Szálasi (1897-1946), conducătorul Partidului Crucilor cu Săgeți de ideologie național-socialistă
- Gábor Agárdy (născut Gábor Arklian), actor celebru, „artist al poporului” (cel mai înalt rang civil și cea mai mare onoare pe care o poate obține un actor în Ungaria)
- Zoltán Nuridsány (1925-1974), pictor.
- Erika Marozsán (1972), actriță maghiară. Tatăl ei este armean, dar, în ciuda acestui fapt, întreaga familie își scrie numele într-o formă ușor maghiarizată.
- Tigran Vardanjan (născut în 1989), patinator, campion național maghiar în perioada 2007-2009.